# Deveta konferencija Pokreta nesvrstanih
Deveta konferencija Pokreta nesvrstanih održana je od 4. do 7. rujna 1989. godine u Beogradu, glavnom gradu SFR Jugoslavije, okupivši šefove država i vlada Pokreta nesvrstanih. Beograd je postao prvi grad koji je po drugi put bio domaćin samita Pokreta nesvrstanih, nakon što je 1961. godine glavni grad Jugoslavije ugostio i Prvu konferenciju Pokreta nesvrstanih. Jugoslavija je jednoglasno izabrana za domaćina ovog skupa na Konferenciji ministara vanjskih poslova nesvrstanih zemalja 1988. godine u Nikoziji na Cipru. Iako je Savezni sekretarijat za vanjske poslove SFRJ, predvođen Budimirom Lončarom, s entuzijazmom prihvatio ulogu domaćina, Predsjedništvo SFRJ kao kolektivni šef države, bilo je suzdržano prema ovom poduhvatu. Uz podršku Josipa Vrhovca, na kraju je donijeta odluka o prihvaćanju organizacija zbog strahovanja kako bi odbijanje moglo ukazati na dubinu tadašnje krize u zemlji. Savezna tijela su se nadala kako bi ovaj skup mogao potaknuti vođe jugoslavenskih republika da pristupe rješavanju sve očiglednije krize na konstruktivan i miran način. Ipak, kriza je kulminirala ratovima u Jugoslaviji 1991. godine. Ovaj Samit se upravo zbog toga često opisuje i kao "labuđi pijev" istaknute jugoslavenske hladnoratovske diplomacije. Samit je održan u Sava centru u Novom Beogradu, a uvodni govor na slovenskom jeziku održao je Janez Drnovšek.
Na ovom skupu, Jugoslavija je uspjela ubijediti članice Pokreta da iz završnog dokumenta izostave antiameričke i antizapadne stavove, kao i najoštrije kritike Izraela i cionizma. Prvi put su u dokument uključena i poglavlja o ljudskim pravima, slobodama i pravima žena. Istovremeno, Jugoslavija je u Beogradu ugostila Jasera Arafata u svojstvu predsjednika Palestine, a ne kao vođu Palestinske oslobodilačke organizacije. Nezadovoljni umjerenim stavom domaćina, radikalnije članice Pokreta, poput Iraka, Irana i Kube, poslali su niže uzvanike kao predvoditelje svojih delegacija. Organizaciju Samita vodio je iskusni diplomat i posljednji predstavnik Jugoslavije u Ujedinjenim narodima, Darko Šilović.
Tijekom događaja, Novosadski sajam, Beogradski sajam i Zagrebački velesajam predložili su izložbe posvećene temi Pokreta nesvrstanih, dok je Jugoslavenski leksikografski zavod iz Zagreba pokrenuo znanstveni i kulturni simpozij o povijesti Pokreta. Pored toga, brojni ekonomski i kulturni događaji organizirani su širom Jugoslavije. Delegati su, kao simbol prijateljstva, zasadili sadnice stabala u Parku prijateljstva u Novom Beogradu.